# ナイジェル・ケネディ
ナイジェル・ケネディ（Nigel Kennedy、1956年12月28日 - ）は、イングランドのヴァイオリニスト、ヴィオラ奏者。

## 経歴
ブライトンで母と祖母がピアノ教師という音楽一家に生まれる。はじめにピアノ、さらにヴァイオリンを習い、7歳の時からメニューインが主宰する音楽学校で学ぶようになる。10歳の時、学校にジャズ・ヴァイオリンの巨匠ステファン・グラッペリが来訪し、当時の担任の推薦で、グラッペリと個別指導、共演する機会を得ている。
15歳の時に渡米、ジュリアード音楽院で名教師として知られるドロシー・ディレイに師事したものの、自伝の中でこの種のアカデミックな教育と肌が合わなかった事を告白している。
1977年にリッカルド・ムーティ指揮フィルハーモニア管弦楽団との共演でプロデビューを果たす。ロンドン公演当日の朝、燕尾服をニューヨークに忘れて来た事に気付き、古着姿で演奏した。この出来事をきっかけとして、1980年代頃から燕尾服を着なくなり、パンク・ファッションや平服をステージ衣装として用い続けている。
1984年にはヴァーノン・ハンドリー指揮ロンドン・フィルハーモニー管弦楽団と共演したエルガーのヴァイオリン協奏曲のCDがグラモフォン誌の「ベストレコード・オブ・ザ・イヤー」に選出された。1989年に発売されたヴィヴァルディの『四季』のCDは、クラシックのヒット・チャートでは1位、ポップスまで含めたヒット・チャートで6位となり、クラシック楽壇以外の場でもその名が広く知られる事になる。この「四季」で、クラシック作品として史上最高の売上（200万枚以上）を達成したとギネスブックに認定された。
演奏活動は、この頃からポップ・ミュージシャン（ポール・マッカートニーやケイト・ブッシュなど）との共演、ジャズやジミ・ヘンドリックス作品をフィーチャーしたアルバムの発売、自身のコンサートを「ギグ」と称するなど、音楽ジャンル間のクロス・オーバー的、音楽思想家的な色彩を濃厚に帯びはじめる。
そんな中、1992年に突然の引退声明を発して楽壇から姿を消すも、5年後には復帰を果たす（この時、姓のみでケネディを芸名としたが、現在はナイジェル・ケネディに戻っている）。5年の沈黙を破った後の1997年、ロイヤル・フェスティバル・ホールでの復帰コンサートは、英国総選挙の選挙運動期間中に行われたにもかかわらず、ケネディ復帰のニュースとして全国紙の第一面を飾った。「ザ・タイムズ」で評論家は「私の人生の中で、これほど大胆で心を高揚させるようなものを生み出した英国人ヴァイオリニストはたった1人だけだ」、ケネディの新たな成熟ぶりについては、「作品が要求する驚異的スタイル上の移行をやってのけられるヴァイオリニストは、世界中に彼の他にいない」と断言した。「デイリー・テレグラフ」は、「ケネディは100万人に1人のヴァイオリニストだという事実を、改めて思い知らせてくれた」と述べた。
2002年からはポーランド室内管弦楽団の芸術監督に就任。このポストはかつての恩師メニューインがかつて務めていたものである。
シベリウスの「協奏曲」、2回目の録音となるエルガーの協奏曲ではサイモン・ラトルと共演した。最近のアルバム『四季』、『ヴィヴァルディ 2』にはベルリン・フィルハーモニー管弦楽団の他、日本のリュート／バロックギター奏者竹内太郎が参加している。
2005年、『ヴィヴァルディ 2』は、ベルリン・フィルとともにドイツの「Echo prizes」、オーストリアの「Klassik Amadeus Prize」を受賞。
2006年、所属レーベルEMIのグループレーベルであるブルーノート・ヨーロッパの提案で、ロン・カーター、ジャック・ディジョネットらとともに初のジャズ・リーダー作『ブルーノート・セッションズ』を発売。ケニー・バレルやデューク・ピアソンらの曲と共に自作曲にも挑戦。ジャズの作曲にも優れた才能があることを発揮し、話題となると同時にジャズ・ファンからも好感を得る。このときのツアーでは、国際的には無名と言えるポーランドのジャズ・ミュージシャンたちとコンボを編成し、ブルーノート東京での来日公演も行った。

## 楽器
- 使用楽器は、ガルネリ・デル・ジェス「Lafont」。一時は、ストラディヴァリ「カテドラル」を使用していた。
- 弓はフィンケル社（en:Johannes Finkel）製。
- 弦はウェストミンスター（e線）とドミナント（a線、d線、g線）。
- 『ブルーノート・セッションズ』収録時にはVIOLECTRA社のエレクトリック・ヴァイオリンを使用。

## 受賞歴
- 1984年：グラモフォン誌 ベストレコード・オブ・ザ・イヤー: CD『エルガー・ヴァイオリン協奏曲』
- 2000年：ECHO Klassik: Instrumentalist of the year (violin) album "Classic Kennedy"
- 2001年：Classical BRIT Award - Male Artist of the Year
- 2001年：ECHO Klassik: Instrumentalist of the year (violin)
- 2002年：ECHO Klassik: Sonderpreis Ambassador of Music
- 2005年：Echo prizes:CD『ヴィヴァルディ 2』
- 2005年：Klassik Amadeus Prize:CD『ヴィヴァルディ 2』

## 著書
- Always Playing (1992年)

## ディスコグラフィ

### アルバム
- Strad Jazz (1984年)
- Salut d'Amour & other Elgar Favourites (1984年)
- 『エルガー:ヴァイオリン協奏曲、序奏とアレグロ』 - Elgar: Violin Concerto　(1984年)
- Tchaikovsky; Violin Concerto / Chausson: Poeme (1986年)
- 『デューク・エリントン&バルトークを弾く』 - Bartók: Mainly Black / Ellington: Sonata for Solo Violin (1986年)
- 『ウォルトン:ヴァイオリン協奏曲|ヴィオラ協奏曲』 - Walton: Violin Concerto / Viola Concerto (1987年)
- Let Loose (1987年)
- 『メンデルスゾーン:バイオリン協奏曲ホ短調』 - Mendelssohn: Violin Concerto in E minor; Bruch: Violin Concerto No. 1 (1988年)
- Sibelius Violin Concerto (1988年)
- 『ヴィヴァルディ:四季』 - Vivaldi: The Four Seasons (1989年)
- Plays Jazz (1990年)
- 『ブラームス:ヴァイオリン協奏曲』 - Brahms: Violin Concerto (1991年)
- 『ジャスト・リッスン...チャイコフスキー&シベリウス:ヴァイオリン協奏曲』 - Just Listen: Sibelius: Violin Concerto / Tchaikovsky: Violin Concerto (1992年)
- Beethoven:Violin Concerto (1992年)
- 『チャイコフスキー:ヴァイオリン協奏曲』 - Tchaikovsky: Violin Concerto (1993年)
- 『カフカ』 - Kafka (1996年)
- 『エルガー:ヴァイオリン協奏曲 ヴォーン=ウィリアムズ:揚げひばり』 - Elgar: Violin Concerto / Vaughan Williams: The Lark Ascending (1997年)
- 『クライスラー「愛の悲しみ」』 - Kreisler (1998年)
- The Kennedy Experince (1999年)
- 『クラシック・ケネディ - G線上のアリア』 - Classic Kennedy (1999年)
- 『ヴァイオリンとチェロのための二重奏曲集(ラヴェル、ヘンデル、コダーイ、バッハ)』 - Duos for Violin & Cello (2000年)
- 『ハートに火をつけて : ドアーズ・コンチェルト』 - Riders on the Storm: The Doors Concerto (2000年)
- 『ケネディ・プレイズ・バッハ・ウィズ・ベルリン・フィル』 - Kennedy Plays Bach (2000年)
- 『グレイテスト・ヒッツ』 - Greatest Hits (2002年)
- 『イースト・ミーツ・イースト』 - East Meets East (2003年)
- Nigel Kennedy and the Kroke Band (2003年)
- 『ヴィヴァルディ「四季」』 - Vivaldi (2003年)
- Walton: Violin Concerto (2004年)
- Tchaikovsky: Piano Concertos 1-3, Concert Fantasy (2004年)
- 『ヴィヴァルディ 2』 - Vivaldi II (2004年)
- Legend: Beethoven and Bruch (2005年)
- 『ブルーノート・セッションズ』 - Blue Note Sessions (2006年)
- 『ロマンティック・ケネディ』 - Inner Thoughts (2006年)
- The Platinum Collection (2007年)
- 『ショパン:ノクターン第2番 -ポーランドの魂-』 - Polish Spirit (2007年)
- 『モーツァルト&ベートーヴェン:ヴァイオリン協奏曲』 - Beethoven: Violin Concerto; Mozart: Violin Concerto No. 4; Horace Silver: Creepin' In (2008年)
- A Very Nice Album (2008年)
- 『シュー！』 - SHHH! (2009年) ※ナイジェル・ケネディ・クインテット名義
- The Very Best of Nigel Kennedy (2010年)
- 『フォー・エレメンツ』 - The Four Elements (2011年)
- Recital (2013年)
- 『ヴィヴァルディ:新「四季」』 - The New Four Seasons (2014年)
- My World (2016年)
- Kennedy Meets Gershwin (2016年)

### DVD
- 『ヴィヴァルディ:「四季」 ライヴ・アット・カルカソンヌ』 - Vivaldi Live a la Citadelle (2006年)
- Nigel Kennedy Plays Bach (2006年)
- Polish Spirit (2007年)